# Венский Диоскорид
Ве́нский Диоскори́д (лат. Codex Vindobonensis или лат. Codex Aniciae Julianae) — иллюминированная рукопись сочинения Диоскорида «О лекарственных веществах» (др.-греч. Περὶ ὕλης ἰατρικῆς, лат. De materia medica), созданная в начале VI века в Константинополе. Хранится в Вене в Австрийской национальной библиотеке (каталожное обозначение Codex medicus Graecus 1). В 1997 году ЮНЕСКО внесло Венский Диоскорид в международный реестр «Память мира».

## История
Рукопись была создана по заказу Аникии Юлианы не позднее 512 года. По другой версии, рукопись преподнесли ей как подарок в благодарность за основание церкви. Эта версия находит своё подтверждение в надписи, сопровождающей одну из миниатюр, в которой содержится похвала Аникии Юлиане за постройку ею в 512—513 годах церкви в районе Константинополя Гонората. В 1560-х годах Диоскорид был обнаружен в Стамбуле и приобретён послом Священной Римской империи де Бусбеком для императорской библиотеки.
Рукопись написана на пергаменте, и в нынешнем виде включает 491 лист форматом 37 × 30 см. Её украшают 435 тщательно выполненных рисунков растений (383 миниатюры на полном листе) и животных, а также пять фигурных миниатюр в эллинистическом духе, заключённых в орнаментальные рамки. На четырёх представлены четырнадцать знаменитых римских и греческих врачей, включая автора рукописи врача Диоскорида (он изображён открывающим магические свойства корня мандрагоры, который ему протягивает женская фигура, олицетворяющая открытие). На пятой миниатюре помещён портрет Аникии Юлианы в окружении аллегорических фигур Великодушия и Мудрости. Относительно последней миниатюры академик В. Н. Лазарев замечает, что она отражает утончённые вкусы византийской аристократии:

Краски, образующие тончайшую колористическую гамму из нежных розовых, лиловых, синих, зелёных, фиолетовых и золотых тонов, наложены с импрессионистической лёгкостью, достигающей особой воздушности в фигурках эскизно выполненных путти.

По его мнению, миниатюра является оригинальной, хотя возможно и созданной по образцу позднеантичной книжной миниатюры III—V веков.
Напротив, искусствовед Галина Колпакова пишет, что Венский Диоскорид — это «„расхожая“ античность, ориентированная на обычный средний уровень художественного восприятия». Относительно миниатюры с изображением Аникии Юлианы она предполагает, что её образцом послужило какое-то произведение декоративно-прикладного искусства (например, чаша или блюдо). При этом в изображении нарушена изокефалия (центральная фигура выше боковых) и фронтальность (боковые фигуры повёрнуты к центральной как створки дверок), хотя «лица написаны очень живо и материально, сочность и живое ощущение плоти подчёркнуты нежной переливчатостью колорита»:220.

## Галерея

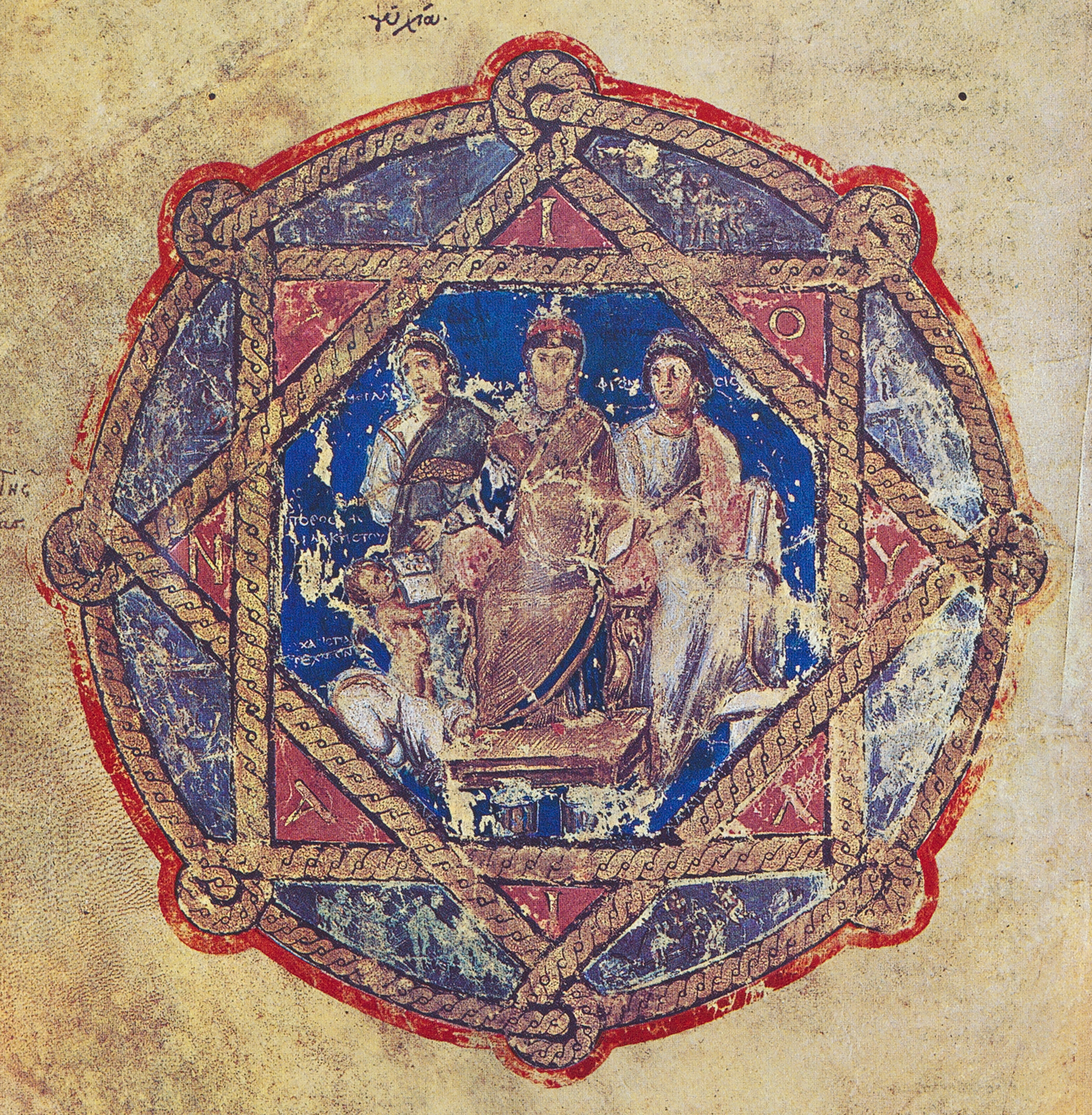
Аникия Юлиана
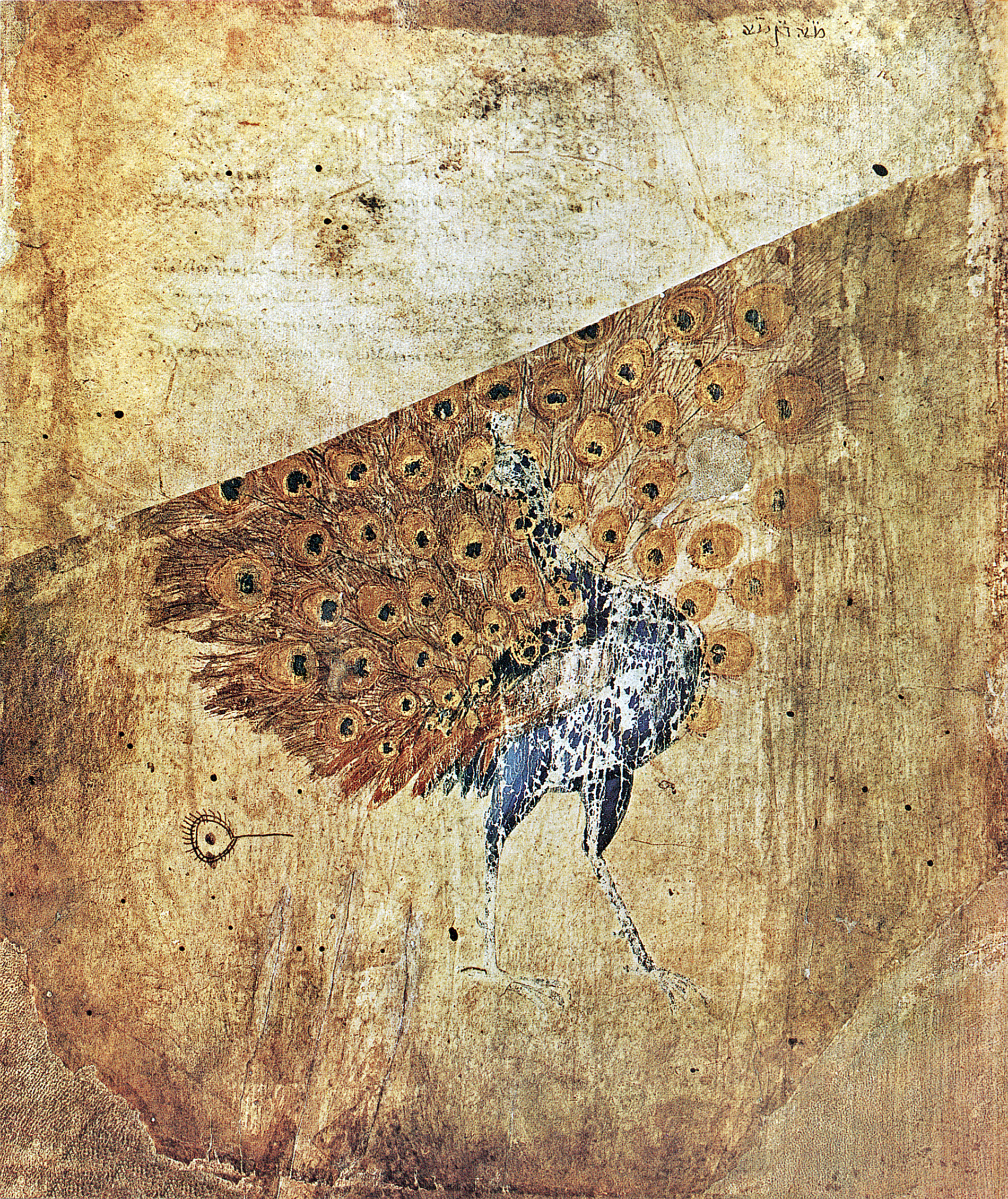
Павлин
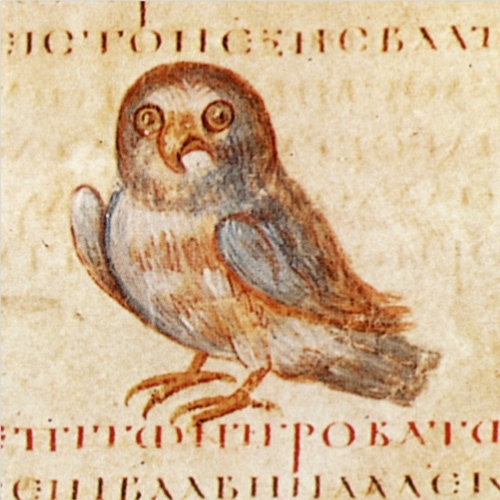
Сова
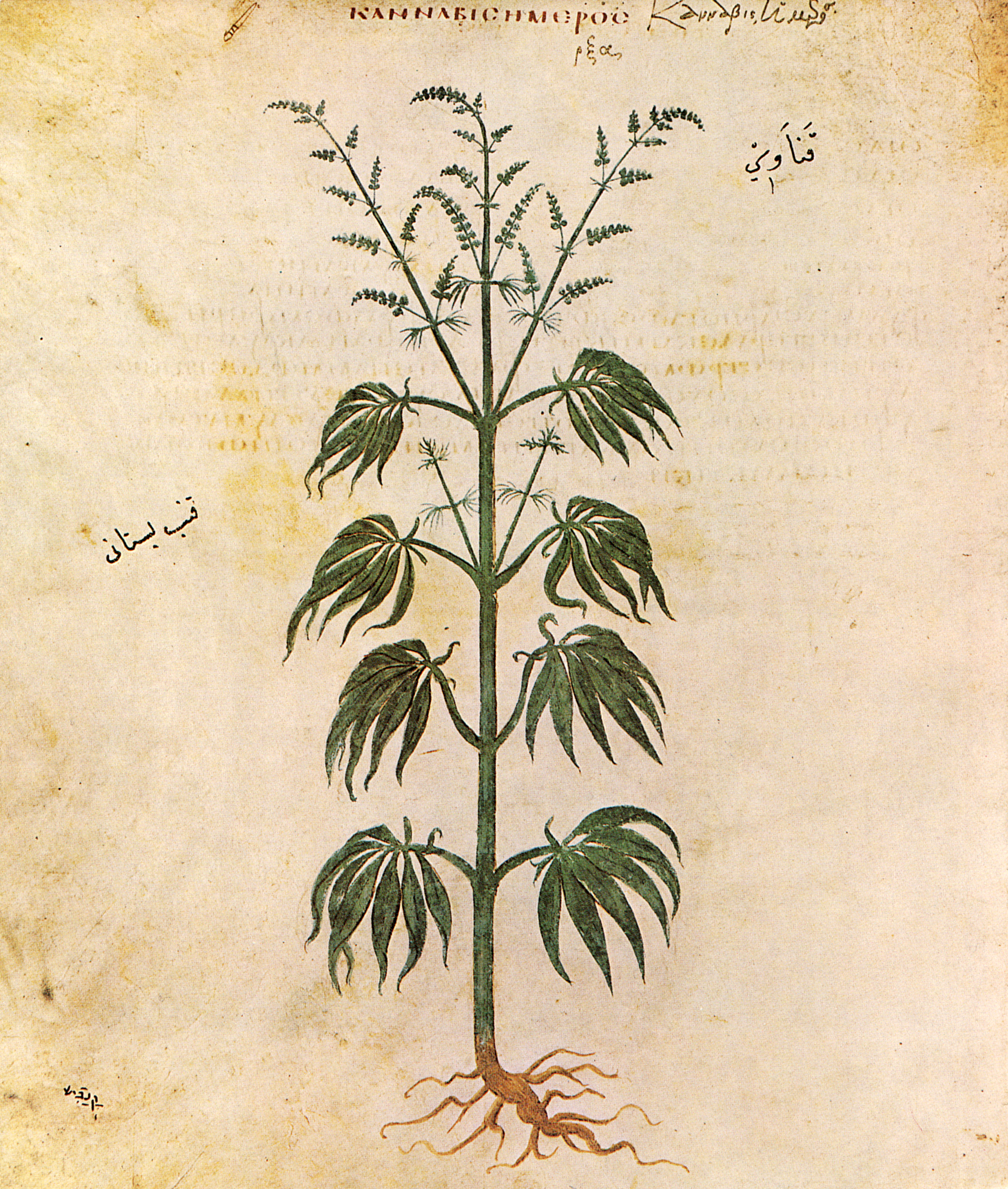
Конопля
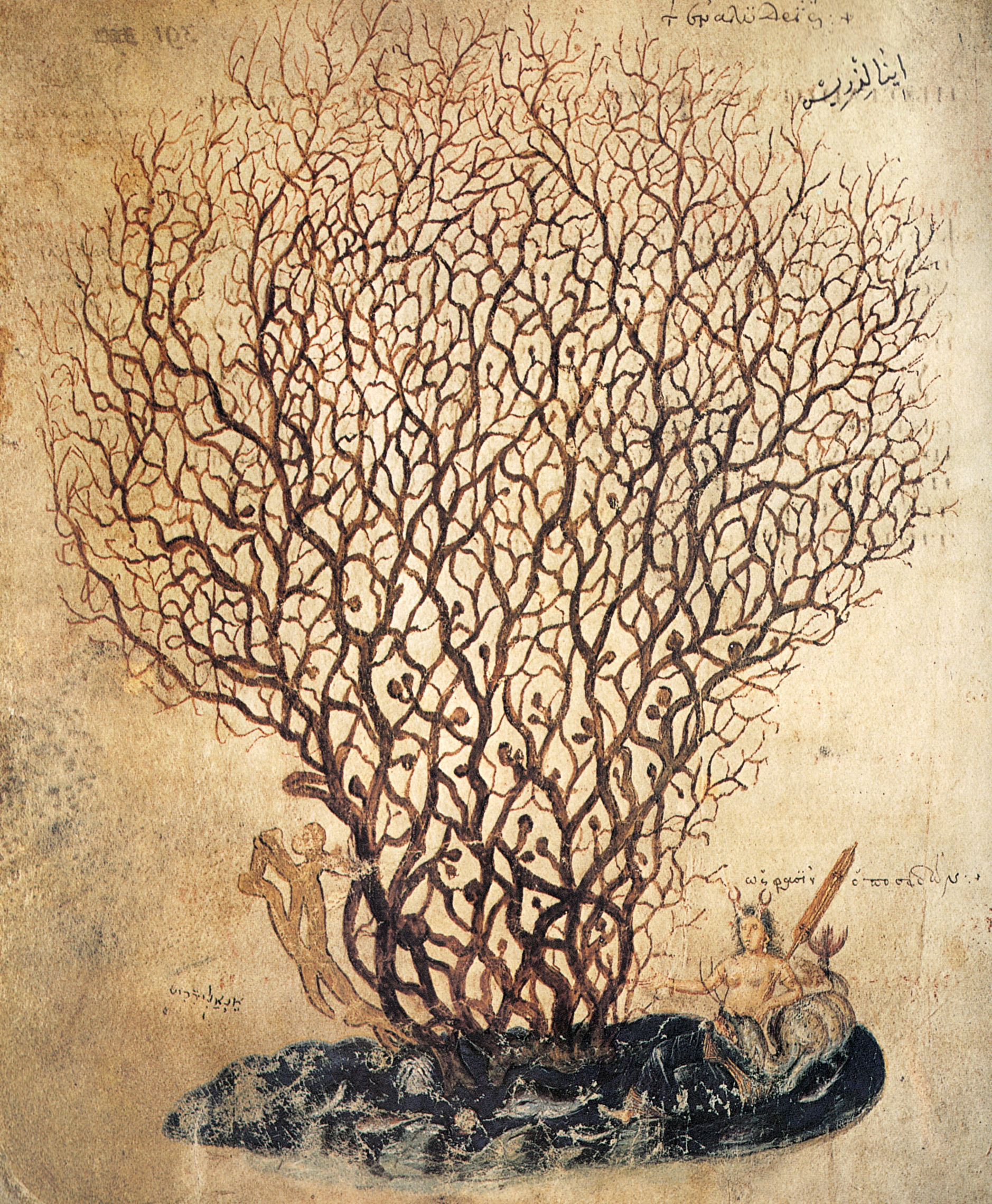
Коралл